# Eburia concisispinis
Eburia concisispinis là một loài bọ cánh cứng trong họ Cerambycidae.